# P. Løwenørns Vej
P. Løwenørns Vej er en vej på Nyholm i København, som går mellem Eskadrevej og Danneskiold-Samsøes Allé, og er opkaldt efter søofficeren Poul Løwenørn (1751-1826). Løwenørn spillede en central rolle i udviklingen af det danske fyrvæsen og var drivkraften bag oprettelsen af et søkortarkiv, hvilket bidrog til en sikrere sejlads i danske farvande.

## Historie
Vejen blev navngivet i 1996 og ligger i et område med stærk maritim tilknytning. Der er ikke offentlig adgang til vejen.